# Линкольн (тауншип, округ Маршалл, Миннесота)
Линкольн (англ. Lincoln) — тауншип в округе Маршалл, Миннесота, США. На 2000 год его население составило 124 человека.

## География
По данным Бюро переписи населения США площадь тауншипа составляет 92,1 км², из которых 92,1 км² занимает суша, водоёмов нет.

## Демография
По данным переписи населения 2000 года здесь находились 124 человека, 48 домохозяйств и 33 семьи. Плотность населения —  1,3 чел./км². На территории тауншипа расположено 62 постройки со средней плотностью 0,7 построек на один квадратный километр. Расовый состав населения: 99,19 % белых и 0,81 % приходится на две или более других рас.
Из 48 домохозяйств в 33,3 % воспитывались дети до 18 лет, в 62,5 % проживали супружеские пары, в 4,2 % проживали незамужние женщины и в 29,2 % домохозяйств проживали несемейные люди. 27,1 % домохозяйств состояли из одного человека, при том 8,3 % из — одиноких пожилых людей старше 65 лет. Средний размер домохозяйства — 2,58, а семьи — 3,15 человека.
28,2 % населения младше 18 лет, 5,6 % в возрасте от 18 до 24 лет, 29,8 % от 25 до 44, 25,0 % от 45 до 64 и 11,3 % старше 65 лет. Средний возраст — 35 лет. На каждые 100 женщин приходилось 117,5 мужчин. На каждые 100 женщин старше 18 приходилось 102,3 мужчин.
Средний годовой доход домохозяйства составлял 33 125 долларов, а средний годовой доход семьи —  34 688 долларов. Средний доход мужчин —  32 500  долларов, в то время как у женщин — 20 000. Доход на душу населения составил 12 943 доллара. За чертой бедности находились 12,9 % семей и 26,2 % всего населения тауншипа, из которых 51,5 % младше 18 и 9,5 % старше 65 лет.